# NGC 4739
NGC 4739 је елиптична галаксија у сазвежђу Девица која се налази на NGC листи објеката дубоког неба.
Деклинација објекта је - 8° 24' 35" а ректасцензија 12h 51m 37,1s. Привидна величина (магнитуда) објекта NGC 4739 износи 12,5 а фотографска магнитуда 13,5. NGC 4739 је још познат и под ознакама MCG -1-33-29, PGC 43571.